# Luis Rivera González
Luis Rivera González (Monte Cristi, 22 juni 1901 – Santo Domingo (Dominicaanse Republiek), 16 september 1986) was een Dominicaans componist, muziekpedagoog, dirigent, organist, pianist en violist.

## Levensloop
Rivera González studeerde piano en viool in Santiago de los Caballeros bij onder andere Manuel García Vila en José Ovidio García. Hij speelde verschillende instrumenten en reisde met diverse ensembles en orkesten door Haïti, Puerto Rico en Cuba. In Cuba voltooide hij zijn studies voor compositie en muziektheorie bij Amadeo Roldán. In deze tijd werkte hij ook in het Orquesta Filarmónica de la Habana onder leiding van Pedro San Juan.
Zijn eerste compositie was Dulce Serenidad dat vooral bekend werd door een opname van de zanger Alfredo Valdés. In Cuba kreeg hij grote steun door de pianist en componist Ernesto Lecuona y Casado. Hij werkte in zijn orkest mee en was zijn assistent voor orkestratie, arrangeren en als dirigent aan het Teatro Nacional de la Habana, waar zij onder andere de bekende Mexicaanse tenor José Mojica begeleiden. Rivera Gonzáles eerste revue (revista musical) Pa la Habana me voy werd in de Mexicaanse omroep "XEW" uitgezonden.
In 1942 kwam hij weer in de Dominicaanse Republiek terug en werd dirigent van verschillende militaire muziekkapellen en theaterorkesten en richtte diverse koren op.
Als componist schreef hij werken voor verschillende genres.

## Composities

### Werken voor orkest
- 1941 Rapsodia Dominicana nr. 1, voor piano en orkest
- Intermezzo

### Werken voor harmonieorkest
- 1942 Rapsodia Dominicana, voor piano en harmonieorkest

### Muziektheater

#### Revista (Revue)
- Pa la Habana me voy

### Werken voor koren
- 1949 Canción de cuna, voor gemengd koor
- Ay bien del alma, voor gemengd koor
- Ay lela, voor gemengd koor
- Baitolina, voor gemengd koor
- Estampa Campesina, voor gemengd koor
- Mi clave, voor gemengd koor
- Palo quemao, voor gemengd koor

### Vocale muziek
- 1940 Vida, voor sopraan en orkest
- 1941 Mañanita mía, voor tenor en orkest
- 1941 Tardecitas de mi pueblo, voor tenor en orkest
- 1955 Maldad, voor sopraan en orkest
- 1958 Ya no me miran sus ojos, voor sopraan en gemengd koor
- Dulce Serenidad, voor tenor en orkest
- Mi cielo, voor sopraan en orkest
- Noche tropical, voor sopraan en orkest
- Poema Indio voor spreker, bariton en orkest
- Remanso, voor sopraan en orkest
- Yo no sé, voor sopraan en orkest

### Werken voor piano
- Danza en merengue, voor twee piano's
- Danza negra, voor twee piano's